# Pinus hakkodensis
Pinus hakkodensis là một loài thực vật hạt trần trong họ Thông. Loài này được Makino miêu tả khoa học đầu tiên năm 1931.